# Andrzej Honowski

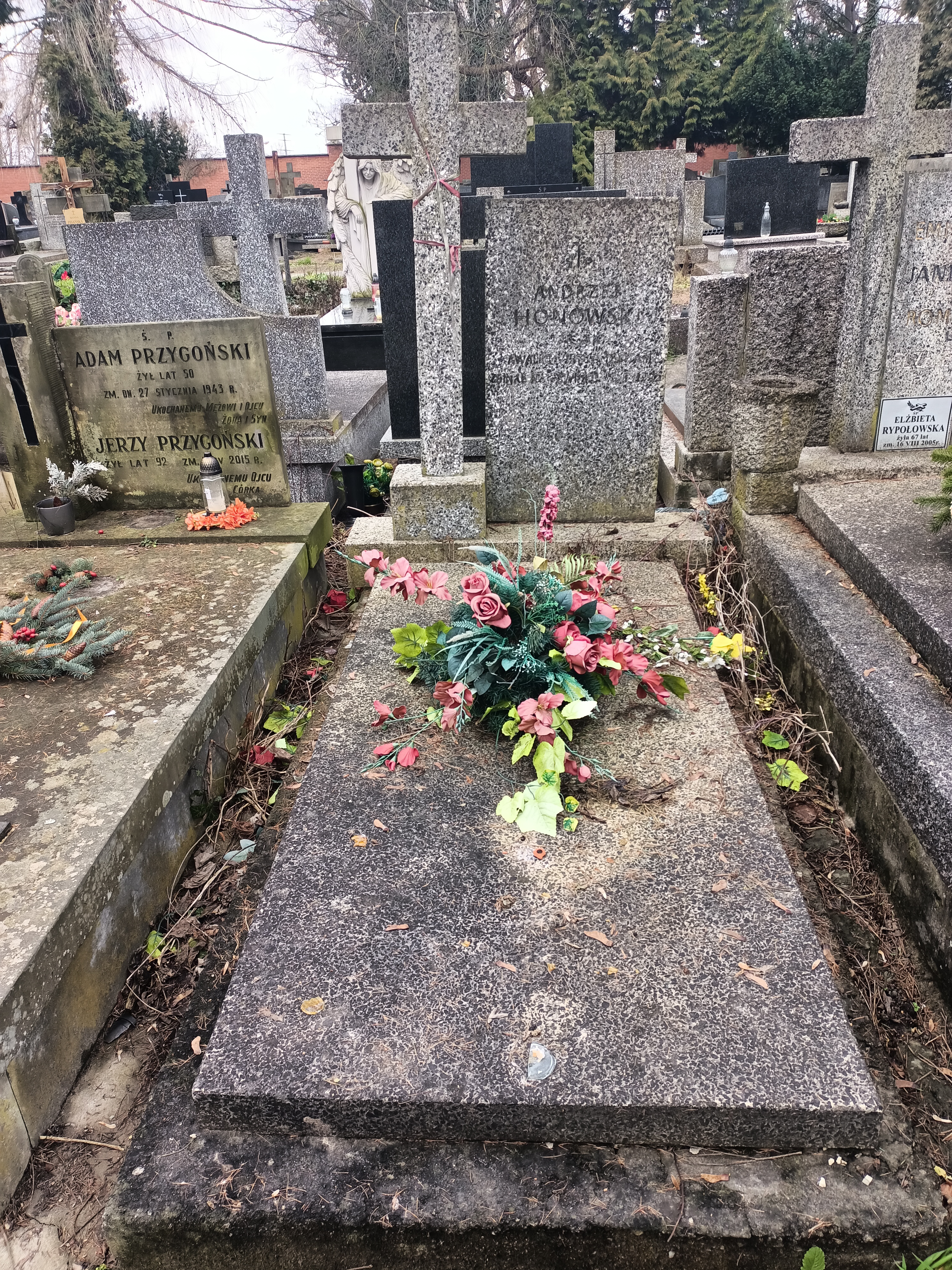
Grób Andrzeja Honowskiego na Cmentarzu Powązkoskim

Andrzej Honowski (ur. w Kutnie prawdopodobnie 8 lipca 1901, zm. w styczniu 1943 w Warszawie) – polski filmowiec, żołnierz Armii Krajowej.
W listopadzie 1918 uczestniczył w rozbrajaniu Niemców w Warszawie, następnie jako ochotnik służył w 29. pułku Strzelców Kaniowskich. Inżynier chemik, fotografik i filmowiec, był jednym z pierwszych w Polsce realizatorów filmów krótkometrażowych poświęconych bezpieczeństwu i higienie pracy. Prowadził laboratorium filmowe Instytutu Spraw Społecznych przy ul. Asfaltowej 15 w Warszawie.
W okresie okupacji mieszkał przy ul. Asfaltowej 15 pod nazwiskiem Antoni Zakrzewski. Zatrudniony w firmie „Schmallfilm” volksdeutscha Ludwika Herberta, który objął przymusowy zarząd nad jego dawnym laboratorium, urządził tam w 1941 r. pierwszą konspiracyjną wytwórnię materiałów wybuchowych (szedytu). W pracy konspiracyjnej używał pseudonimu Antoni Kupała.
Zdradzony przez L. Herberta, w starciu z gestapo 13 stycznia 1943 został ciężko ranny i przewieziony na Pawiak, gdzie po kilkunastu godzinach zmarł.
Herbert został skazany na śmierć wyrokiem WSS. W czasie akcji likwidacyjnej wykonanej 16 stycznia 1943 przez T. Zawadzkiego, został ciężko ranny i zmarł w szpitalu. Spoczywa na cmentarzu Powązkowskim w Warszawie (kwatera 137-3-21).
Honowski pełnił także funkcję szefa konspiracyjnej komórki AK w „Fotorisie”. Było to studio fotograficzne w centrum stolicy. Sprzedawano tam także sprzęt fotograficzny, wykonywano zdjęcia do legitymacji i kenkart, oraz wywoływano zdjęcia zlecane przez Niemców. Zdjęcia scen egzekucji i łapanek kopiowano i szmuglowano do Londynu. W zakładzie tym pracował razem z Honowskim m.in. Jerzy Tomaszewski i jego brat, Stanisław Miedza-Tomaszewski.